# Монгольське вторгнення до Сербії й Болгарії
Монгольське вторгнення до Сербії й Болгарії — низка послідовних військових кампаній монголів у 1242 році, внаслідок чого Сербське королівство і Друге Болгарське царство зазнали поразки і плюндрувань. Вони також відомі як Перше монгольське вторгнення до Сербії та Перше монгольське вторгнення до Болгарії.

## Передумови
Напередодні монгольської навали відносини між Угорщиною та Сербією були поганими. 1234 року сербський король Стефан Владислав I одружився з Белославою, донькою болгарського царя Івана Асеня II, намагаючись створити антиугорський союз. Близько 1240 року велися перемовини щодо створення союзу між Угорщиною і Болгарією, до якого долучився половецький хан Котян. 1241 року болгарський трон зайняв Коломан I Асен, що був небожем угорського короля Бели IV.
В січні 1241 року почалося монгольське вторгнення до Угорщини. Невдовзі хан Котян загинув внаслідок змови угорських баронів, що спричинило повстання половців. 17 березня 1241 року велика кількість половців відступила до Болгарії, де їм знову надали притулок. Приблизно в той самий час окрема група куманів увійшла до Болгарії з Чорної Куманії, домовившись про їх поселення з Коломаном I Асеном. Майбутній султан Єгипту, Бейбарс був серед тих, хто втік до Болгарії від монголів. На думку Ібн Тагрібірді, болгари згодом накинулися на цих половців. Бейбарс серед інших був захоплений та проданий в рабство до Румського султанату. Можливоце була частиною інтриг половців, підвладних раніше Котяну, оскільки вони були давніми ворогами половців з Чорної Куманії.
У березні 1242 році монгольські війська, що перебували у рівнинній Угорщині та Хорватії почали відступ до Волзьких Степів. Рухатися вони вирішили через балканські держави.

## Перебіг подій

### Вторгнення до Боснії і Сербії
Када'ан наприкінці березня або на початку квітня 1242 року з Далмації рушив на Боснію, де на той час відновився на троні бан Матей Нінослав, який не чинив спротиву, а монголи переважно діяли проти угорців. Тому Боснії не було завдано значної шкоди. Бату йшов уздовж Дунаю.
Невдовзі монголи увійшли до сербського регіону Зета (сучасні Чорногорія та північна Албанія). За словами архідиякона Фоми Сплітського, вони завдали мінімальної шкоди республіки Дубровник, але захопили Котор, Свач, Дрішт і Сапе. Можливо Джордже Неманич, великий жупан Зети, намагався використати ситуацію, щоб здобути незалежність.
Згодом Када'ан пійшов на північ, де біля Белграду з'єднався з військом Бату. Невдовзі усе Сербське королівство було сплюндровано, основні міста захоплено. Ймовірно на той час Бату діяв переважно в північних жупаніях королівства.

### Вторгнення до Болгарії
Бату і Када'ан продовжили паралельний рух північними й південними болгарськими землями.Існує кілька оповідальних джерел про вторгнення монголів у Болгарію, але жодне з них не є детальним. Про руйнування Болгарії згадує брабантський теолог Томас з Кантімпри. Пишучи трохи пізніше, італійський місіонер Ріколдо ді Монтекроче писав, що монголи підкорили влахів. На думку перського історика Рашид-аль-Дін Хамадані, болгарська столиця Тирново і порт Анхіал були захопленні монголами. Археологічні розвідки також свідчать про падіннян міст Ісакча, Ловеч, Нуферу, Великий Преслав, Сілістра, Шумен, Свиштов, Туркоая і Варна, фортеці Червен.
Поблизу Іскирської ущелина (проходу через Стара Планіна) болгари зуміли завдати поразки окремому монгольському загону. Проте це не зупинило рух основних сил Бату і Када'ана. Навіть частина монголів на чолі із Субедеєм здійснило декілько вторгнень до Латинської імперії. 
Вже при виході у Причорноморський Степ Бату захопив кілька міст, одне з яких П. Параска ідентифікував як Кілію. Виходячи з цього, вчений пропонує відносити захоплення Білгород-Дністровського монголами до цього часу.

## Наслідки
Деякі історики вважають, що Болгарія уникнула серйозних руйнувань, прийнявши монгольський сюзеренітет, тоді як інші стверджують, що докази монгольських набігів досить вагомі. У будь-якому випадку Друге Болгарське царство опинилося в васальній залежності від Золотої Орди. Вторгнення й подальша залежність завдала суттєвого політичного, військового і економічного удару, внаслідок чого почався занепад болгарської державності, від якого вона не оклигала. З 1271 року ординська залежність суттєво посилилася й зберігалася до 1364 року.
Сербське королівство, зазнавши руйнувань, пережило 1243 року політичну кризу, внаслідок чого король Стефан Владислав I втратив трон. Водночас загроза з боку монголів не зникла, оскільки вони перебували у волоських землях та встановили зверхність над Болгарією.